# 11380 Amolsingh
11380 Amolsingh este o planetă minoră (asteroid) din centura de asteroizi. A fost descoperită pe 26 septembrie 1998 la Magdalena Ridge Observatory⁠(d) de Lincoln Near-Earth Asteroid Research. 
Obiectul prezintă o orbită caracterizată de o semiaxă mare de 2,4075997 UAi, o excentricitate de 0,06, o înclinație de 4,37568 ° în raport cu ecliptica.